# 錢皮恩鎮區 (明尼蘇達州威爾金縣)
錢皮恩鎮區（英語：Champion Township）是位於美國明尼蘇達州威爾金縣的一個行政鎮區。

## 地方資料
錢皮恩鎮區的面積為93.15平方千米，皆為陸地。根據2020年美國人口普查的數據，當地共有人口53人，而人口密度為每平方千米0.57人。